# Henri Amouroux
Pour les articles homonymes, voir Amouroux.
Henri Amouroux, né le 1er juillet 1920 à Périgueux et mort le 5 août 2007 au Mesnil-Mauger, dans l'ancienne commune de Sainte-Marie-aux-Anglais (Calvados), est un journaliste, écrivain et historien français, membre de l'Institut de France et président du prix Albert-Londres pendant 21 ans. Son œuvre principale est La Grande Histoire des Français sous l'occupation.
Durant le procès de Maurice Papon en 1997, il est mis en cause par l'avocat des parties civiles Gérard Boulanger pour ses activités de journaliste durant la Seconde Guerre mondiale au sein du journal collaborationniste La Petite Gironde. Amouroux poursuit alors l’avocat devant les tribunaux et le fait définitivement condamner pour diffamation durant le procès en appel,.

## Biographie

### Formation et débuts
Âgé de dix-huit ans, Henri Amouroux s'inscrit à l’École supérieure de journalisme de Paris, il effectue son premier stage à l’agence de presse Opera Mundi à Paris à la fin 1938.
Puis, il retourne à Bordeaux et devient journaliste stagiaire à La Petite Gironde qui est alors le plus ancien et le principal quotidien de la région et dans lequel il publie une série historique de « douze portraits de gloires nationales » incluant Napoléon Bonaparte, François-René de Chateaubriand, Victor Hugo et André-Marie Ampère.  
Il est un des élèves du professeur Henri Guillemin entre 1940 et 1942 à Bordeaux.

### Pendant la Seconde Guerre mondiale
En janvier 1942, âgé de 21 ans, il entre au sein du journal quotidien maréchaliste La Petite Gironde. Henri Amouroux travaille au sein de la rédaction dirigée par Jacques Lemoine
À cette époque La Petite Gironde compte parmi ses principales signatures André Maurois de l'Académie française, Gérard Bauër de l'Académie Goncourt ou bien encore le député radical-socialiste Jean Montigny.  
Les responsables de La Petite Gironde se réunissent quotidiennement avec les responsables de la censure allemande, la Propagandastaffel, dirigée par l'officier allemand Kurt Dörnemann afin de déterminer la ligne éditoriale du journal.  
Le 1er janvier 1942, Henri Amouroux adhère au réseau Jade-Amicol,,, groupe de résistance rattaché à l'Intelligence Service britannique et fondé par un officier du Deuxième Bureau et un père jésuite. Ce réseau comptera jusqu'à 1 200 membres dont Hélie Denoix de Saint Marc. En 2009, François d'Orcival décrit le rôle tenu par Henri Amouroux au sein du réseau « il porte des plis, des consignes, transporte des postes émetteurs clandestins » et dévoile le numéro de matricule (no 568) de son titre de la Fédération régionale des réseaux de Forces françaises combattantes du Sud-Ouest.   
Le 1er mars 1943, Henri Amouroux quitte Bordeaux pour aller travailler en Allemagne au titre de la loi de la Relève du 4 septembre 1942, dans le train dit de la Presse, mis en place à l'initiative du directeur Me Delmas de l'imprimerie. Travaillant sur le chantier naval Burmeister und Mauret situé à Ostswine sur l'île de Wollin sur la mer Baltique. Il rentre en France après 3 mois ou 5 mois dans des conditions alors non élucidées.
Après la guerre, il est décoré de la Croix de guerre 1939-1945 pour un fait d'armes contre l'ennemi, à proximité de Royan, et durant lequel il est blessé.

### À la libération et les décennies suivantes
La Petite Gironde, journal favorable au régime de Vichy étant interdite de reparution pour cause de collaborationnisme à la Libération, sa carte de presse est alors suspendue pour une durée de 6 mois,.  
Cependant, à la libération de Bordeaux, au mois d'août 1944, il devient journaliste à Sud Ouest, nouveau quotidien remplaçant La Petite Gironde, fondé par Jacques Lemoîne, un ancien du réseau Jade-Amicol et ancien rédacteur en chef du journal interdit. 
Il occupe les postes successifs de secrétaire de rédaction, secrétaire général adjoint de la rédaction, secrétaire général de la rédaction, rédacteur en chef adjoint, rédacteur en chef (1966), avant de devenir directeur général adjoint, puis directeur général entre 1968 et 1974. Il quitte alors le journal pour prendre la direction du quotidien national France-Soir jusqu'en 1975. De 1977 à 1982, il est codirecteur et éditorialiste du quotidien régional Rhône-Alpes.
Président du jury du prix Albert-Londres de 1984 à 2006, il avait souhaité démissionner et avait été alors élu président honoraire à l'unanimité des membres de l'association. Il était membre de l'Académie des sciences morales et politiques depuis 1978.
Il écrit également de grands reportages de politique étrangère, sur le Viêt Nam, l'Union soviétique et Israël et réalise des émissions de radio pour France Inter (Les Rendez-vous de l'histoire) et de télévision (pour TF1).
En 1984, au cours d'une conférence à Bordeaux, il indique être revenu d'Allemagne au cours de l'année 1943 avec des faux papiers. 
Henri Amouroux était membre du réseau Jade-Amicol, important groupe de résistants bordelais. Cependant, Pierre Moniot, l'un des principaux responsables de l'organisation, portait un regard dubitatif sur son activité, son nom étant inscrit dans une liste d'agents de Bordeaux avec l'indication « renseignements trois derniers mois ». Henri Amouroux avait également été inscrit, selon les mêmes sources, dans la « liste des agents dont nous ne connaissons pas assez l'activité pour estimer s'ils méritent une récompense ».
Dans la même veine, le résistant Jean Thomas ("Jusqu'au doux petit ruisseau, 1995) et le général de Lauzières estimaient qu'Henri Amouroux était un résistant de la "25e heure", lui reprochant d'être "envieux et jaloux de ce qu'il n'a pas osé faire" (comme se soustraire au STO).

### Procès de Maurice Papon: révélation de ses activités passées
Lors du procès de Maurice Papon à Bordeaux qui se tient du 8 octobre 1997, Henri Amouroux témoigne le 31 octobre 1997 à décharge du régime vichyste et en faveur de Maurice Papon,,,,,,,. Il s'oppose notamment à l'historien américain Robert Paxton,.  
En effet, cité comme témoin par la défense de Maurice Papon, Henri Amouroux soutenait au contraire que le régime de Vichy, à son point de vue, ignorait le sort réservé aux juifs, malgré les nombreux appels de la BBC et alertes durant les années 1942 et 1943, déclarant « Le sachant, ils n'auraient pas tout fait pour envoyer les enfants à leurs parents déportés. Cela aurait été criminel ».  
Robert Paxton a, au contraire, discrédité très profondément la « stratégie du bouclier », idéologie de l'après guerre très vivace dans l'opinion française suivant laquelle le régime du Maréchal Pétain avait protégé la population afin de permettre au Général de Gaulle de reprendre l'offensive contre l'occupant allemand. Robert Paxton réduit en effet la résistance des fonctionnaires mise en avant par les gaullistes après la libération, invoquant la réalité des chiffres : 76 000 déportés dans un pays où, pour des raisons géographiques et culturelles, les personnes juives sont difficiles à identifier en comparaison des Pays-Bas où « à Amsterdam, ils étaient regroupés, ils parlaient yiddish, travaillaient sur le marché du diamant ».  
L'historien américain souligne au contraire que le régime de Vichy a anticipé et créé ses propres lois antisémites avec la création du fichier juif, sans demande de la part des autorités allemandes afin de s'introduire dans l'Europe nouvelle des puissances de l'Axe, en contrepartie de sa participation à « l'élimination des ennemis du Reich ».  
Au cours du procès, où sa déclaration apparaît comme embrouillée, Henri Amouroux est interrogé par Me Jakubowicz, avocat des parties civiles, sur sa qualité d'historien en ces termes :

« Maitre Jakubowicz : "Monsieur Amouroux, êtes vous historien ? "
Henri Amouroux : "Certainement pas ! Mais j'essaie d'écrire des livres d'histoire, c'est ma passion". »

De même, son travail en tant que rédacteur au sein du quotidien La Petite Gironde de 1942 à 1944, une feuille vichyste et interdite de parution à la Libération (ce que Amouroux confirma lui-même) fut exposé :

« Maître Jakubowicz : "Le témoin peut-il nous dire où il était lui-même pendant la guerre ?"
Henri Amouroux : "À Bordeaux"
Maître Jakubowicz : "A-t-il écrit dans le journal La Petite Gironde ?"
Henri Amouroux : "J'ai écrit 4 ou 5 articles dans La Petite Gironde. Des articles sur les grandes gloires françaises, du Guesclin, Jeanne d'Arc…"
Maître Jakubowciz : "Est-ce que La Petite Gironde avait des sympathies plutôt maréchalistes ou plutôt pour l'Allemagne nazie ?"
Henri Amouroux : "Maréchaliste oui ! Pour l'Allemagne nazie, non !"
Maître Jakubowicz : "On trouve pourtant dans La Petite Gironde des discours de Joseph Goebbels entièrement reproduits ainsi que des articles qui souhaitent que l'Allemagne Nazie triomphe."
Henri Amouroux : "Euh… pfff… Vous savez Monsieur le Président, tous les journaux de l'Occupation ont publié des discours de Goebbels…" »

Un des avocats des parties civiles, Gérard Boulanger, interroge à nouveau le propre passé du journaliste,, lui rappelant qu'il était resté rédacteur à La Petite Gironde à l'époque où celle-ci fut soupçonnée par la suite d'être un journal ultra-collaborationniste. « Si vous avez écrit 40 millions de pétainistes, c'est sans doute pour vous sentir moins seul », lui lance-t-il.  
Henri Amouroux intente un procès en diffamation, en raison des déclarations de ce dernier devant la presse hors prétoire et, après diverses péripéties judiciaires qui révèlent son passé au cours des années 1940-1944,,,,,, qu'il perd d'abord, puis gagne en appel.

#### Procès pour diffamation

##### Le procès en 1997
C'est au cours du Procès Papon, le 31 octobre 1997, qu'un des avocats des parties civiles, Gérard Boulanger, souhaita interroger Henri Amouroux, cité comme témoin par la défense de l'ancien secrétaire général de la Gironde, Maurice Papon, sur ses activités au cours de la Seconde Guerre mondiale. Cette autorisation ne lui est pas accordée par le président du procès,. 
De ce fait, Gérard Boulanger avait affirmé après avoir quitté le prétoire, au cours d'une déclaration devant la presse à sa sortie de la salle d'audience, qu'il aurait aimé demander au témoin « ce qu'il faisait quotidiennement dans les réunions de la Propaganda Staffel. » Pour ces propos, repris en masse par les médias, Henri Amouroux réclame 1 franc de dommages et intérêts et 500 000 francs pour l'insertion du jugement dans vingt journaux. Son avocat, Bernard Prevost, soutenait qu'il n'y avait pas de preuve qu'Henri Amouroux se rendait « quotidiennement » dans les bureaux de la Propaganda Staffel, et qu'il y avait donc diffamation. Le chef de la Propaganda Staffel, l'officier Kurt Doernemann, déclara dans ses mémoires n'avoir plus traces écrites des instructions transmises à la presse bordelaise parce que les registres étaient aux mains d'Amouroux et d'un autre journaliste de l'époque.  
L'affaire est plaidée le 1er décembre 1997, devant la 1re Chambre Civile du Tribunal de Paris en l'absence de Henri Amouroux, représenté par son avocat, Bernard Prévost,. C'est au cours de ce procès que sont révélés d'une part son départ dans le chantier allemand Burmeister und Muret à Ostswine en Allemagne du 1er mars au début du mois d'août 1943 au titre du train de la presse, sur une initiative du directeur et propriétaire de l'imprimerie Delmas. D'autre part, le procès met en lumière les conditions particulières dont il a bénéficié à son retour d'Allemagne au cours de l'année 1943, au regard des circonstances drastiques en cours pendant la Seconde Guerre mondiale. C'est en effet dans un courrier du 8 novembre 1997, adressé à Gérard Boulanger par Henri Braun, le président de l'Association Départementale de la Gironde des Victimes et Rescapés des Camps Nazis du Travail Forcé (A.D.G.V.R.C.N.T.F) que la défense apprend qu'Henri Amouroux a bénéficié pour son retour de l'accord conjoint des autorités allemandes et françaises et non contrairement à ses déclarations de 1984 de faux papiers. L'association indique que dans ce dernier cas, la continuité de son activité professionnelle au sein de La Petite Gironde en cas de recherches conjointes de la gendarmerie et la police françaises n'aurait pas été rendue possible.
Georges Kiejman, qui défend Gérard Boulanger, souligne que ce dernier avait eu raison au cours du procès de Papon, de s'interroger sur la crédibilité d'Henri Amouroux en tant que témoin, appelé par la défense au procès, en comparaison des historiens de cette période historique reconnus comme l'américain Robert Paxton ou le français Jean-Pierre Azéma cités comme témoins par les parties civiles.   
En tant qu'avocat des parties civiles, Gérard Boulanger avait « le devoir » de s'assurer de l'honnêteté de « quelqu'un qui pérore du haut d'une virginité affirmée, mais pas démontrée » et que « le devoir de l'avocat est de s'assurer que l'expert qui vient témoigner dans un procès n'a pas dans son histoire personnelle des raisons qui le poussent à nous expliquer que 40 millions de français adhéraient au Maréchal Pétain, et qu'après tout cette adhésion était justifiée. » Henri Amouroux, qui n'était pas présent pendant les débats, est débouté le 5 décembre 1997. Il fait appel de cette décision.

##### Le procès en appel
Gérard Boulanger est condamné en appel le lundi 14 juin 1999, la justice estimant qu'« aucun des documents produits par Me Boulanger ne lui permettait de proférer de tels propos » et qu'« en raison de l'inadéquation entre les éléments dont disposait Me Boulanger et la violence des propos diffamatoires tenus par ce dernier », il ne pouvait lui accorder le bénéfice de la bonne foi, ces paroles ayant été prononcées « hors du contrôle du président ».  
Pour l'ensemble de ces raisons, le tribunal considère que ses déclarations n'étaient pas couvertes par l'immunité judiciaire. Condamné à une amende de 40 000 francs, Gérard Boulanger fait appel de cette décision.  
Cette décision est confirmée le 9 mars 2000.

### Carrière littéraire
Parallèlement à son métier de journaliste, Henri Amouroux a mené une carrière littéraire qui, d'abord discrète, lui a conféré une notoriété certaine, et a provoqué une polémique avec certains historiens lorsqu'il a entrepris d'écrire La Grande Histoire des Français sous l'occupation, parue en 1976, et jugée comme étant sinon une plaidoirie, du moins bien indulgente envers le régime de Vichy,.
Les premiers volumes de cette fresque, Le Peuple du désastre (1976), Quarante millions de pétainistes (1977), sont des succès de librairie. Les neuf premiers tomes ont été vendus à plus de deux millions d'exemplaires, le dernier paraît en 1993 : La page n'est pas encore tournée.
Il a également publié Monsieur Barre (1986), première biographie de l'ancien Premier ministre de Valéry Giscard d'Estaing, De Gaulle raconté aux enfants (1990) et Pour en finir avec Vichy - tome I : Les Oublis de la mémoire 1940 (1997) – tome II : Les Racines des passions 1940-1941 (2005).

## Postérité
Henri Amouroux laisse après sa mort une très importante documentation inédite (« […],100 mètres linéaires de documentation ») sur la Seconde Guerre mondiale, dont de multiples témoignages recueillis parmi la population. Le contenu de ces archives, dans lesquelles figurent souvent des faits de résistance isolés, constitue pour les chercheurs une source nouvelle et importante, relativement négligée jusqu'ici par les historiens.

## Décoration
- Croix de guerre 1939–1945[3]

## Distinctions
- Président du prix Albert-Londres (1984-2006), puis président honoraire à partir de 2006
- Membre de l'Académie des sciences morales et politiques
- Président de l'Académie des sciences morales et politiques en 1990

## Hommage
Après une longue opposition à Henri Amouroux, l'historien de la Shoah, Serge Klarsfeld, lui a rendu hommage au moment de sa mort au sujet de son œuvre La Grande Histoire des Français sous l'occupation : « […] remarquant que [cet ouvrage] avait mis en lumière "le rôle salvateur de la population française à l'égard des Juifs". […]
Sensible aux travaux d'autres historiens, Amouroux avait rectifié certains de ses jugements et souligné plus nettement la noirceur de Vichy. L'honnêteté de l'enquêteur, en somme, l'avait emporté sur les convictions politiques. »

## Principales publications
- Israël, Israël – Vallée de larmes ou « Amérique » du Moyen-Orient, éd. Domat, 1951.
- Croix sur l'Indochine, éd. Domat, 1955.
- Le Monde de long en large, éd. Domat, 1956.
- Une fille de Tel-Aviv. Roman, éd. del Duca, 1957.
- J'ai vu vivre Israël, éd. Fayard, 1958.
- Le 18 juin 1940, éd. Fayard, 1964 et éditions J'ai lu leur aventure no A174.
- Pétain avant Vichy, éd. Fayard, 1967.
- La Grande Histoire des Français sous l'occupation, dix volumes, éd. Robert Laffont, 1976-1993.
- Monsieur Barre, éd. Robert Laffont, 1986.
- Pour en finir avec Vichy, éd. Robert Laffont, deux volumes parus depuis 1997.
- Trois fins de règne, éd. Jean-Claude Lattès, 2007.
- La Vie des Français sous l’Occupation, Paris, éd. Fayard, coll. « Les grandes études contemporaines », 1961, 577 p. ; version en 2 tomes, parue aux éditions J'ai lu leur aventure, no A102/103 & A104/105.

### Prix littéraires
- Prix mondial Cino-Del-Duca pour l'ensemble de son œuvre, 1999
- Prix Pierre-Lafue, 1986
- Grand prix Gobert pour La Vie des Français sous l’Occupation, 1962